# Metapenaeus ensis
Metapenaeus ensis (ook wel bekend als zandgarnaal) is een tienpotigensoort uit de familie van de Penaeidae. De wetenschappelijke naam van de soort is voor het eerst geldig gepubliceerd in 1844 door De Haan.